# Vulkánkolibri
A vulkánkolibri (Selasphorus flammula) a madarak osztályának sarlósfecske-alakúak (Apodiformes) rendjébe és a kolibrifélék (Trochilidae) családjába tartozó faj.

## Rendszerezése
A fajt Osbert Salvin angol ornitológus írta le 1865-ben.

## Alfajai
- Selasphorus flammula flammula Salvin, 1865
- Selasphorus flammula simoni Carriker, 1910
- Selasphorus flammula torridus Salvin, 1870[2]

## Előfordulása
Costa Rica és Panama területén honos. Természetes élőhelyei a szubtrópusi és trópusi hegyi esőerdők, magaslati füves puszták és cserjések, valamint legelők és erősen leromlott egykori erdők.

## Megjelenése
Testhossza 8 centiméter.
|  |  |

## Természetvédelmi helyzete
Az elterjedési területe kicsi, egyedszáma viszont stabil. A Természetvédelmi Világszövetség Vörös listáján nem fenyegetett fajként szerepel.